# دوري الدرجة الثانية البيروي 1948
دوري الدرجة الثانية البيروفي 1948 هو موسم من دوري الدرجة الثانية البيروفي ‏. فاز فيه سنترو إكوينيو ‏.